# Jacques Charles-Gaffiot
 (mai 2021).
Jacques Charles-Gaffiot, né le 23 février 1953, à Vesoul, est un historien de l’art et commissaire d’exposition qui a marqué, au moins de 1987 à 2001, la vie culturelle à Paris à travers de nombreuses expositions, présentées à la Bibliothèque historique de la ville de Paris, ainsi que dans plusieurs mairies d'arrondissements de la capitale française.
À la demande de Jean Tiberi, alors premier adjoint, puis maire de Paris, qui souhaitait élargir l’offre culturelle de la capitale, Jacques Charles-Gaffiot a permis de donner au Centre culturel du Panthéon, dans le cadre des Fêtes d’automne du Ve arrondissement de Paris, une dimension dépassant très largement les limites géographiques de la Ville-Lumière.
Jacques Charles-Gaffiot s’est également très tôt engagé dans la redécouverte et la conservation du patrimoine. Ainsi s’est-il tout particulièrement intéressé au sort du château de Lunéville, palais des ducs de Lorraine, après le triste incendie de 2003, et plus récemment à la redécouverte de l’art sacré.
Ses efforts sont parfois couronnés de succès avec la découverte d’œuvres d’art inédites ou perdues, permettant l’enrichissement des collections de différents musées (ainsi l’achat, par le château de Versailles, du baromètre de Jean-Joseph Lemaire, commandé par Louis XV en 1772 à l’issue de sa présentation, en 1989, dans l’exposition « De Versailles à Paris, le destin des collections royales »). Plus récemment, à la suite de plusieurs années d’expertises contradictoires et de multiples polémiques, il a pu faire réintégrer une statue en pied représentant le duc Charles V de Lorraine, soustraite des collections du Musée lorrain de Nancy,,,.

## Biographie
Après une carrière administrative au sein de la Ville de Paris, où il exerce les fonctions de chef de l’Inspection du personnel de service à l’Hôtel de Ville, sur les conseils de Michel Fleury, vice-président de la Commission du Vieux-Paris, il rejoint la direction des Affaires culturelles de la Ville de 1988 à 1996, puis le cabinet du maire de Paris avant d’être nommé directeur du Centre culturel du Panthéon (1998), rattaché à la mairie du Ve arrondissement.
En 2001, avec l’arrivée de Bertrand Delanoë à l’hôtel de ville, le centre est dissout. À partir de 2008, Jacques Charles-Gaffiot participe aux activités culturelles de la Maison de Chateaubriand à Châtenay-Malabry (département des Hauts-de-Seine) jusqu’en 2013. Président-fondateur de l’Association Louis XVI (1987), il s’est engagé dans divers mouvements associatifs visant à la sauvegarde du patrimoine.
Depuis 2017, Jacques Charles-Gaffiot est membre du Comité scientifique du Terra Sancta Museum constitué par la Custodie franciscaine de Terre sainte à Jérusalem en vue de l’ouverture du premier musée consacré à l’histoire du christianisme au Moyen-Orient. Avec Mgr Jean-Louis Bruguès, o.p., ancien évêque d’Angers et ancien Archiviste et bibliothécaire de la Sainte Église romaine (Vatican), il fonde l’association Art sacré 2, qui, à la suite des PP Régamey et Couturier, cherche à promouvoir un renouveau de l’art sacré tout en contribuant à sa sauvegarde.

## Distinctions
- Chevalier de l'ordre national du Mérite (2018)[réf. nécessaire]

## Publications (en tant qu'auteur ou co-auteur)
- Louis XVI et son image, Bureau des bibliothèques de la Ville de Paris, 1986.
- L’éducation des Enfants de France, Association Louis XVI, Paris, 1987.
- Marie-Antoinette à la Conciergerie, Caisse nationale des Monuments historiques, Paris, 1989.
- Le destin des collections royales, dans le magazine L’Objet d’art, 1989.
- À la recherche des châteaux disparus d’Île-de-France, éditions Cercle du Patrimoine, Philippe Vogele, 2000.
- Lunéville, fastes du Versailles lorrain (tome 1), Editions Didier Carpentier, Paris, 2003[10],[11],[12],[13].
- Les douze panneaux peints du château de Neuviller-sur-Moselle, le magazine L’Objet d’art, 2004.
- Oraison funèbre de Stanislas Leszczynski, préface du Professeur Marc Fumaroli de l’Académie française, Editions Héritage architectural, Paris, 2004.
- La console du Grand Cabinet d’Élisabeth-Charlotte d’Orléans, duchesse de Lorraine, dans son château de Lunéville, le magazine L’Objet d’Art, 2005.
- Lunéville, fastes du Versailles lorrain (tome 2) – Les décors intérieurs, le mobilier et les objets d’art, éditions Carpentier, Paris, 2006[14],[15],[16],[17].
- La Place royale de Nancy, l’hommage d’un beau-père à son gendre, communication aux journées d’études « Louis XV et les Lumières » ; Actes de la XIIIe session du Centre d’Études historiques, 2006.
- Je m’appelais Marie-Antoinette de Lorraine d’Autriche, dans Le Livre noir de la Révolution française, Éditions du Cerf, Paris, 2007.
- La Cour de Lorraine en ses meubles, découvertes inédites, ouvrage auto-édité, 2008.
- Élisabeth-Charlotte d’Orléans, régente des duchés de Lorraine et de Bar, communication aux journées d’étude « Les femmes et le pouvoir » ; Actes de la XIVe session du Centre d’Études historiques, 2008.
- La guitare de la duchesse Élisabeth-Charlotte d’Orléans, « L’Objet d’Art », n°449, septembre 2009.
- Le mobilier d’apparat des Palais lorrains, Éditions Serpenoise, Metz, 2009[18],[19],[20].
- La chapelle palatine du château de Lunéville reléguée au rang de salle polyvalente ?, « Sites et Monuments », n° 208, premier trimestre 2010.
- Un présent impérial, le service à dessert de Madame Geoffrin, « L’Objet d’Art », n°471, septembre 2011.
- Madame de la Ferté-Imbault, « Mon histoire avec le roi de Pologne, Stanislas Leszczynski », préface de Maurice Hamon, La Défense, Les Éditions du Net, 2011.
- Charles-Alexandre de Lorraine, un prince en sa Maison, La Défense, Les Éditions du Net, 2012.
- Trésor du Saint-Sépulcre, la lampe d’or de l’impératrice Marie-Thérèse et de l’empereur François Ier, « L’Objet d’Art », premier semestre, 2013.
- Une passion française, la couronne d’épines, Éditions du Cerf, Paris, 2014.
- Moy, Stanislas Leszczynski, roi de Pologne, duc de Lorraine et de Bar, mairie de Lunéville, 2016.
- Émilie du Châtelet, préface d’Élisabeth Badinter, éditions Scheuer, Drulingen, 2017.
- Jean-Baptiste Soyer, peintre miniaturiste lorrain (1752-1828), Les Amis de Lunéville, Les Éditions du Net, 2017.
- Trésors des couvents dominicains et de la bibliothèque du Saulchoir à Paris, éditions Héritage Architectural, 2018.
- Collections de la Maison de Lorraine, dix ans de recherches et de découvertes inédites, Les Éditions du Net, 2019.
- Trésors du Saint-Sépulcre, Éditions du Cerf, Paris, 2020.
- « Prince Philip : le dernier des Mohicans d’un monde qui savait s’imposer plus de devoirs qu’il ne réclamait de droits » dans Atlantico, 10 avril 2021[21].
- L'Évangile au pays du sourire, trois siècles et demi de présence des Missions étrangères en Thaïlande, éditions Héritage Architectural, 2022.

## Expositions
- 1986 - « Louis XVI et son image », Mairie du IIe et IIIe arrondissement, Paris
- 1987 - « Louis XVII », Mairie du Ve arrondissement, Paris[22]
- 1987 - « Louis XVI, du serment du sacre à l’édit de tolérance », Bibliothèque historique de la Ville de Paris
- 1988 - « Trésors d’Art sacré à l’ombre du Val de Grâce », Mairie du Ve arrondissement, Paris
- 1989 - « De Versailles à Paris, le destin des collections royales », Mairie du Ve arrondissement, Paris
- 1989 - « Éducation des Enfants de France », Château de Roche-sur-Loue (Doubs)
- 1990 - « Trésors du Vatican, la papauté à Paris », Mairie du Ve arrondissement, Paris
- 1991 - « La France aux portes de l’Orient - Chypre XIIe – XVe siècle », Mairie du Ve arrondissement, Paris
- 1992 - « Le Monde juif, une histoire sainte », Mairie du Ve arrondissement, Paris
- 1993 - « Vendée Chouanneries, l’Ouest dans la Révolution », Espace des Blancs-Manteaux, Pierre Charles Krieg, IVe arrondissement de Paris, en collaboration avec Reynald Secher
- 1994 - « Malesherbes, Gentilhomme des Lumières », Mairie du Ve arrondissement, Paris
- 1994 - « Beauté et Pauvreté, l’Art chez les Clarisses de France », Mairie du Ve arrondissement, Paris
- 1994 - « Une tragédie de la Belle époque : l’affaire Dreyfus », Mairie du XIe arrondissement, Paris
- 1995 - « Jeunesse de la Beauté, la peinture romaine antique », Mairie du Ve arrondissement, Paris
- 1995 - « L’Orfèvrerie parisienne de la Renaissance », Mairie du Ve arrondissement, Paris
- 1996 - « De Pierre et de Cœur, 350 ans d’histoire de l’église Saint-Sulpice », Mairie du VIe arrondissement, Paris
- 1996 - « Paris, de Clovis à Dagobert », Hôtel de Ville de Paris, salle Saint-Jean[23]
- 1996 - « Paris et les Mérovingiens, Clovis et son temps », Hôtel de Ville de Paris, salon d’accueil
- 1997 - « Pierre et Rome, vingt siècles d’élan créateur », Hôtel de Ville de Paris, salle Saint-Jean
- 1997 - « Voir Jérusalem », Mairie du Ve arrondissement, Paris, avec la participation de Christiane Desroches-Noblecourt
- 1998 - « L’Abolition de l’esclavage, mythes et réalités créoles », Mairie du Ve arrondissement, Paris
- 1998 - « La Chartreuse de La Verne, Trésors dispersés », Demeure-Musée de Cogolin (Var)[24]
- 1998 - « Le Tintoret, une leçon de peinture », Mairie du Ve arrondissement, Paris
- 1999 - « Libri di Pietra », Ancône, Italie
- 1999 - « Hadrien, trésors d’une villa impériale », Mairie du Ve arrondissement, Paris[25],[26]
- 2000 - « Adriano, architettura e progetto », reprise à la villa Adriana, Tivoli, 13 avril 2000 au 7 janvier 2001
- 2000 - « Splendeurs des collections de Catherine II de Russie : le cabinet des pierres gravées du duc d’Orléans », Mairie du Ve arrondissement, Paris
- 2000 - « Settecento, l’Europe à Rome », Mairie du Ve arrondissement, Paris
- 2000 - « Marco Nereo Rotelli », illumination poétique de la façade du Petit Palais, musée du Petit Palais, Paris
- 2000 - « Marco Nereo Rotelli », La poésie dans la Ville, Mairie du Ve arrondissement, Paris
- 2001 - « Nino Mustica, Made in Venice », Mairie du Ve arrondissement, Paris
- 2001 - « Moi, Zénobie reine de Palmyre », Mairie du Ve arrondissement, Paris
- 2002 - « Zenobia il sogno di una regina d’oriente », reprise à la Fondation Palazzo Bricherasio, Turin, Italie, 13 février - 26 mai 2002
- 2008 - « Vie de Château », Château Zhang-Laffitte, Pékin (Chine)
- 2011 - « Trônes en majesté, l’autorité et son symbole », Château de Versailles[27],[28],[29],[30],[31]
- 2011 - « Madame Geoffrin, une femme d’affaires et d’esprit », Maison de Chateaubriand, Châtenay-Malabry (Hauts-de-Seine)
- 2013 - « Trésor du Saint-Sépulcre », château de Versailles et Maison de Chateaubriand[32],[33],[34],[35]
- 2014 - « Chrétiens d’Orient », Mairie du Ve et du VIIIe arrondissement de Paris, avec le concours du Centre numérique des Manuscrits orientaux de Mossoul
- 2015 - « Mésopotamie, carrefour des cultures, grandes Heures des manuscrits irakiens », Paris, Archives nationales, avec le concours du Centre numérique des Manuscrits orientaux de Mossoul[36]
- 2015 - « Mossoul, métropole chrétienne dans la plaine de Ninive », mairie du Ve arrondissement, Paris[37]
- 2015 - « Chrétiens d’Orient » reprise de l’exposition au Centre culturel Saint-Louis à Rome (ambassade de France près le Saint-Siège)
- 2017 - « Émilie Du Châtelet », Palais abbatial (Communautés de communes du Lunévillois), Lunéville (Meurthe-et-Moselle)
- 2017 - Premier salon d’art sacré contemporain, Paris (église Saint-Germain l’Auxerrois), avec le concours de l’association Art sacré 2
- 2018 - « Trésors des couvents dominicains et de la bibliothèque du Saulchoir à Paris », mairie du Ve arrondissement, Paris
- 2018 - Commissariat du Deuxième salon d’art sacré contemporain, Paris (église Saint-Germain l’Auxerrois)
- 2019 - « Saint Vincent Ferrier (1350-1419), prêcheur au cœur de la Guerre de Cent Ans », Couvent Saint-Thomas d’Aquin à Chéméré-le-Roi (Mayenne)
- 2019 - Commissariat Troisième salon d’art sacré contemporain, Paris (église Saint-Germain l’Auxerrois)
- 2019 - « Geneviève 1600 », Mairie du Ve arrondissement, Paris
- 2022 - « L’Évangile au Pays du Sourire, trois siècles et demi de présence des Missions étrangères de Paris en Thaïlande »
- 2023 - « O Tesouro dos Reis. Obras-primas do Terra Sancta Museum », Fondation Gulbekian, Lisbonne

Sont en préparation :
- 2024 - « Tesouros reais. Obras mestras do Museo de Terra Santa », Cidade da Cultura de Galicia, Saint-Jacques-de-Compostelle
- 2024 - « Le Japon en France, la formidable épopée du samouraï Hasekura Tsunenaga (1613-1621) », Missions étrangères, Paris
- 2024 - « To the Holy Selpuchre, Treasures from the Terra Sancta Museum in Jerusalem », Frick Collection, New York

### En tant que conseiller scientifique et technique
1992 - « 1792, Les massacres de Septembre », Mairie du VIe arrondissement, Paris
2007 - « Rome et les Barbares », Palais Grassi, Venise
2016 - « Moy, Stanislas Leszczynski, roi de Pologne, duc de Lorraine et de Bar », Mairie de Lunéville (Meurthe-et-Moselle)
2017 - Comité scientifique du Terra Sancta Museum à Jérusalem
2017-2018 - « Chaumet », Musée Mitsubishi, Tokyo (Japon)

## Conseiller historique pour le cinéma
Printemps 2005 - Marie-Antoinette de Sofia Coppola - conseiller historique durant la durée du tournage.
2007 - John Adams, série américaine en sept épisodes de Kirk Ellis - conseiller historique pour les scènes françaises et anglaises.
2022 - Veuve Clicquot, série anglaise, Peninsula Pictures - conseiller historique durant la durée du tournage.

## Interventions dans les médias
Septembre 2003 - Court métrage de Nathalie Weber SR3 Saarland Welle « Schloss Autigny in Lothringen für Besucher geöffnet ».
Février 2003 - FR3 Lorraine, court métrage réalisé par Thierry Pernin pour l’émission De Si de La, sur la restauration du château de Lunéville.
Mai 2005 – « Des Racines et des Ailes » sur FR3 - participation à l’émission consacrée à Nancy et Lunéville.
Novembre 2005 - Réalisation d’un DVD « Tourbillon de fêtes à Lunéville en l’honneur de Mesdames Adélaïde et Victoire ».
Août 2008 - Reportage sur le château d’Autigny-la-Tour, télévision de Francfort.
Avril 2011 - « Historiquement Show » émission de Michel Field diffusée sur la chaîne Histoire après la publication de l’ouvrage « Trônes en majesté, l’autorité et son symbole ».
Février 2013 - « Historiquement Show » émission de Michel Field diffusée sur la chaîne Histoire sur les couples dans l’exercice du pouvoir, avec la participation de Dominique Jamet.
Décembre 2018 - FR3, « Secret des lieux » sur le château d’Autigny-la-Tour.

## Activités diverses
Membre du conseil d’administration de l’Action artistique de la Ville de Paris
Membre du Comité des Fêtes de la Mairie du VIe arrondissement
Membre du Syndicat de la critique parisienne
Membre de l’association de la Demeure historique
Membre de la Société des Amis de Versailles
Membre de l’association des Vieilles Maisons françaises
Membre fondateur de l’Observatoire du patrimoine religieux
Vice-Président de l’association du Cercle du Patrimoine
Membre de l’Association des chevaliers pontificaux
Secrétaire général du Mémorial de France à Saint-Denys (2004-2011)
Fondateur et secrétaire général du Centre d’Études et de Recherches des collections de la Maison de Lorraine et du roi de Pologne
Vice-président de l’association des Amis du château de Lunéville et de son musée (2006-2007)
Administrateur de l’association des Amis de Lunéville
Secrétaire général de l’association L’Art sacré 2